# とらぶるクリック!!
『とらぶるクリック!!』は、門瀬粗による日本の4コマ漫画作品。芳文社の月刊雑誌『まんがタイムきららキャラット』にて、2005年6月号から2009年10月号まで連載された。
2006年12月より、『まんがタイムきらら』のサイト上で『Webクリ!!』も連載された。

## 作品概要
高校に入学し、PC部に入った琴吹杏珠。機械に触っただけでどんなものでも爆発させてしまうという特性を持つ杏珠と、PC部の仲間たちが引き起こす、様々なトラブルを描く。

## 主な登場人物

### PC部部員
琴吹 杏珠（ことぶき あんじゅ）
本作の主人公。15歳の高校1年生。自宅は一戸建。3月生まれの魚座。身長約152cm。
髪はえんじ色のショートで、左の髪を1つだけ三つ編みにしている。
パソコンが嫌いではないものの、触れた電化製品が全て壊れてしまうという体質のため、中学時代に「PCクラッシャー」との異名を持った。そのために入学当日にPC部に呼び出され、それを機会に入部した。
この体質のため、正しい切符を持っていても自動改札機で必ず引っ掛かったり、エレベーターに乗ると故障して閉じ込められたり、回転寿司で皿を取ろうとしただけでコンベアが逆回転を始めたりと、街中でも様々なトラブルを起こす。ただし、電源の入っていない電化製品は壊れない。なお風邪を引くと、くしゃみをしたときに周囲の機械を触れずに壊す体質にパワーアップする。
クリスマスの部室の大掃除で、触っても壊れないノートパソコンが見つかり、PCデビューを果たす。2ちゃんねるにはまっているようで、作中にもたびたび2ちゃんねる用語が出てくる。
千歳（ちとせ）という姉がおり、茉莉によれば面倒見のいい姉であるようだが、千歳の持つ電化製品を壊すと大変な目に遭う模様。
かなりの料理上手だが、体質のため一人ではコンロやレンジは使えない。
年を経るごとに、胸が小さくなっていくのが悩み。
長谷部 茉莉（はせべ まつり）
杏珠の保育園の時からの幼馴染。高校1年生で杏珠と同じクラス。PC部で一番の常識人であり、しばしば杏珠たちへのボケに振り回される苦労人。
髪は藍色のツインテールで、黄色のリボンでまとめている。身長は約161cm。登場人物の中で最もスタイルがいい。7月生まれの蟹座。
趣味はコスプレで、自分の写真を載せたブログも開設している。杏珠や柚にはひた隠しにしてきたが、3人で秋葉原を訪れた際に出会ったコスプレ仲間の発言で柚に勘付かれ、その後杏珠に問い詰められた柚がサイトを教えてしまったため、現在ではすでにカミングアウトしている。パソコンの知識はそれなりにあるようで、HTMLやCGIについても知っている。
料理が大の苦手で、何かを作ろうとすると決まって黒コゲの炭にしてしまう。
コスプレイヤーとしてスタイルの維持に神経を遣っており、しばしばダイエットを試みる。しかし、美味しいものに目がないので、失敗することも多い。またコスプレ資金の獲得に余念がなく、臨時収入を得る機会は離さない守銭奴でもある。学校の成績はあまり良くない。
自宅はマンションの一室。大学生の兄がいるが、上京しているため同居していない。
内藤 柚（ないとう ゆず）
高校1年生だが、杏珠や茉莉とは別のクラス。2月生まれの水瓶座。
金髪のショートヘアで、つり目。紫の髪留めを愛用している。この髪留めは、実はフラッシュメモリ。身長は約147cm。胸はAAAカップ。PC部の1年生の中では最も小柄。一部では「PC部の妖精」と呼ばれているらしい。1年に3kgの速度で痩せ続けているらしい。普段は裸眼だが、稀に眼鏡を着用する。
内気で人見知りする性格なため、初対面の人とは全く話せず、杏珠たちと知り合うまでは一人も友人がいなかった。現在もクラスでは一人だが、決して孤独が好きではなく、ずっと友人を渇望していた。
基本的に礼儀正しく、同級生が相手でも敬語で会話する。しかし、打ち解けた相手に対しては稀に性格の暗黒面を覗かせ、茉莉いわく「知り合いには容赦ない性格」。
インターネット上ではリアルからは想像できないほど饒舌に話せ、ぶりっ子でさえある。軽いネトゲ中毒で、しばしば徹夜して翌朝になって後悔する。オンラインゲームでは「ユズユズ」、チャットでは「+YUZU+」というハンドルネームを使用。オンライン対戦で鍛えているので、テーブルゲームに強く、「閃光のユズユズ」の異名を誇る。
なお、機械作成にも非常に精通しており、パソコンの自作やエアコンの修理などをこなす。
期末テストで学年1位の結果を取るなど、かなり優秀。料理は茉莉と同じく苦手で、茉莉と異なり小食でもある。ただし、背が低いことを気にして、毎日牛乳を飲んでいる。
外出の時には黒い服ばかりなど、私服に気を遣わず、女子高生なら知っているようなファッション用語にも疎い。
皇 桃乃（すめらぎ ももの）
PC部副部長。高校2年生。3月生まれの牡羊座。
頭髪は桃色のロングヘア。赤い髪留めを使用している。茉莉ほどではないが、スタイルがいい。
大手ゲームメーカーにして、杏珠らの学校の有力なスポンサーでもある「皇鳳凰（スメラギ・フェニックス）」の令嬢。口調や振る舞いはたおやかだが、内面は腹黒く、トラブルで人が困る様子を眺めるのが好き。「あらあら」が口癖でしばしば笑顔で怒る。
部員達にもあまり自分のことを語ろうとしないため、謎の多い人物（部長の正体が姉の藤乃であることさえも当初は部員達には黙っていた）。PC部へ入ったのは敬愛する姉に乞われたからであり、本人は入部するまで起動ボタンの押し方しか知らなかったPC音痴。杏珠たちにはひた隠しにしてきたが、PCの入門書を買っているのを目撃され、発覚した。
両親が多忙で、寂しい幼少期を過ごしたことへの反動から、当時から優しかった姉の藤乃を極端なほど恋慕しており、藤乃が嫌がるのも構わず髪をいじったり、服を着せ替えさせたりして可愛がっている。かつての藤乃への呼称は「お姉ちゃん」だったが、PC部へ入ってからはプライベートでも一貫して「部長」と呼んでいる。藤乃絡みのことで極度に寂しくなると「暴走」し、周囲の人間を巻き込んでしまう。
皇 藤乃（すめらぎ ふじの）
桃乃の姉で、PC部の部長。大学1回生。4月生まれの牡牛座。頭髪は藤色のポニーテールで、リボンは赤。身長は138cmで、PC部で最小のため子供に見られることもしばしば。そのため、見下されないように威圧的な言葉遣いをする。なお、胸も無い。
在学中に、3人の同級生とともにPC部を設立した。高校を卒業しても部長の地位に居座り、風紀委員に指摘されるまで正式な部員として登録されていた。卒業生ということもあり、学校にやってくることは少なく、普段は音声通信ソフトを使ってノートパソコンから声だけ出して部員に指示しており、その際は顔が見えないと普段の言葉遣いが生意気に聞こえるとのことで、敬語で話す。桃乃は昼休みの度にノートパソコンを食堂へ持ち出しており、それが原因で「しゃべるPC」という怪談めいた噂を生み出した。
多忙とのことで、連載初期は部員たちの前に姿を現しておらず、桃乃も部長のことをあえて何も語らなかったため、在学部員達には「しゃべるPC」の正体が藤乃であることはしばらくの間知らされなかった。
PC部でオフ会をやるというストーリーの時に、初めて素性を明かした。大学に通うかたわら、会社の仕事もしており、皇鳳凰のゲームプロデューサーの藤野真白と同一人物ではないかと思われている。方向音痴で、母校の校内ですら迷子になる始末。
姉の威厳や部長の威厳を醸し出そうと努めるが、素の姿ではどの部員からも子供扱いされる。
榎本 棗（えのもと なつめ）
1年3組3番。9月生まれの乙女座。現在の部員の中で最も入部した時期が遅い。茶髪のシニヨンで眼鏡をかけており、ツンデレな性格。すぐ調子に乗る性格で、調子に乗ってはスルーされて慌てることがよくある。フリフリな服が好きな乙女趣味だが、普段は自重している。
PC部が起こすお祭り騒ぎに文句を言いながらも、最終的には付き合ってしまう。かつて漫画研究会の部員だったが、人間関係のトラブルがあって退部し、PC部の見学に来た。しばらくは部に出入りするものの所属はしていなかったが、PC部において藤乃の虚偽登録が発覚し、部員数の要件を満たさず廃部の危機に陥った際、同時に漫画研究会からの謝罪と復帰の要請もあり、葛藤した末、正式に入部した。
杏珠と同じくPC初心者で、PC部に入部して初めてパソコンを購入した。杏珠からは「なつメロ」と呼ばれている。
両親と弟との4人暮らし。また、「パトラッシュ」という愛犬がいる。両親が共働きのため、帰りが遅いときに弟のために料理を作ったりすることもある。文系。眼鏡を外すと美人。
吉崎 若菜（よしざき わかな）
PC部に入部した新1年生。単行本4巻おまけ漫画にのみ登場。
新入部員の勧誘での杏珠の笑顔にときめきを覚え、杏珠に憧れてPC部に入部する事に。一緒に入部した梨子とは中学からの友達。
活発で社交的な性格で、PCは素人。杏珠を非常に慕っており、杏珠からネットのディープな知識を教え込まれる。
服部 梨子（はっとり りこ）
PC部に入部した新1年生。単行本4巻おまけ漫画にのみ登場。
若菜と一緒にPC部に入部した。一緒に入部した若菜とは中学からの友達。
人見知りが激しい、PC暦=年齢のPC上級者で、柚とよく似たタイプ。ネット上では「トリコ」を名乗っており、実は柚のネット上最大のライバルでもある。
柏崎 輝（かしわざき てる）
PC部顧問。22歳。作中で名前を持つ唯一の男性。単行本4巻おまけ漫画にのみ登場。
新人教師でまだ顧問となる部活を持たなかったため、桃乃に無理矢理PC部の顧問にされてしまう。担当は生物。

### その他
風紀委員
本名不明。高校2年生。
髪は茶髪のセミロング。眼鏡をかけている。
桃乃をライバル視し、ことあるごとに風紀委員の立場から桃乃とPC部を陥れようとするが、大抵返り討ちに遭っている。
ブラコンでもある。
琴吹 千歳（ことぶき ちとせ）
杏珠の姉。
基本的には面倒見のいいお姉さんだが、杏珠が彼女の私物の電化製品を壊すたびに杏珠に恐怖のおしおきを行っている。そのため、杏珠は彼女の電化製品を壊す度に、彼女によるおしおきを非常に恐れている。
小学生時代に近所のいじめっ子やいたずらっ子を撲滅する運動をしていたが、その圧倒的な力の差により「千の死を与える少女（ヘルサウザンド）」と呼ばれ、恐怖により、近所の治安を維持していた。
新島（にいじま）
新聞部員の1年生。部活動特集でPC部の取材に来た。弱気だが、社交性はある。妙な噂が絶えないPC部に不安を抱いていたが、取材を経て考えを改めた。1年8組で柚のクラスメイトだが、柚が人見知りなので親交は無かった。しかし、新聞部のPC修理がいい機会となって仲が進展した。眼鏡でショートヘア。
華原（かはら）
3年。最後の天文部員。天文部はPC部の部室と情報学習室を挟んだ隣に部室を持っているが、部員は既に彼女一人（そのため、実際には天文同好会となっていた）。卒業により部員が0となるため、部室を整理していた。その片付ける時の音で杏珠が様子を見に部室に入り、そこで彼女と出会った。
1ヶ月片付け続けていたほどの片付け下手。しかも杏珠の手伝いにより、ようやく片付けが終わる。片付けのお礼として、部で愛用していたティーポットを杏珠に引き継いだ。

## 舞台
桜咲坂女子高校（さくらさきさかじょしこうこう）
本作品の主な舞台となっている高校。桜咲坂市にある。藤乃が初登場した際、彼女の携帯電話に登録してあるナビアプリの画面で女子高であることが描写されている。
部活動の成立条件として、部員が5人以上という規則がある。
PC部
杏珠たちが所属する部活動。
現在、1年生は杏珠たち4人、2年生は桃乃のみが所属しており、3年生の部員はいない。チャット機能を利用してPCを介して会話をする藤乃が部長となっているが、藤乃は卒業生である。
藤乃が2年のときに創設した。その際4人しか部員が集まらなかったが、確実に桃乃が入部するということから、「前借り」して創部が認められた。
部室は特別教室棟3階の情報学習準備室である。前述の『Webクリ!!』にて、詳細な全体図が公開された。
「爆発騒動」や「喋るPC」などの噂が流れているが、もはや当たり前のことになっている模様。
藤乃が現役だった頃は、『ゲームツクール』というソフトでRPGを制作していたが、最近は新聞部の取材に口ごもるほど何もしていない。
最終回で進級。単行本4巻のおまけ漫画では新入部員が2人入り、顧問が付いた。これにより、1年生2人、2年生4人、3年生1人の構成に。

## 書誌情報等

### 単行本
芳文社より「まんがタイムKRコミックス」として刊行、著者の初単行本である。
1. 2006年9月27日発売 ISBN 4-8322-7595-X
2. 2007年10月27日発売 ISBN 978-4-8322-7661-1
3. 2008年11月27日発売 ISBN 978-4-8322-7754-0
4. 2009年10月27日発売 ISBN 978-4-8322-7851-6